# Dům U Zlatého slunce (Plzeň)
Dům U Zlatého slunce je barokní dům čp. 171 v Plzni na nároží Prešovské (č. or. 7) a Sedláčkovy ulice.
Původně gotický dům byl v roce 1777 barokně přestavěn pravděpodobně plzeňským stavitelem Antonínem Barthem. Dům byl v roce 2000 rekonstruován a sídlí v něm plzeňské územní odborné pracoviště Národního památkového ústavu. Je chráněn jako kulturní památka.